# Paliurus orientalis
Paliurus orientalis là một loài thực vật có hoa trong họ Táo. Loài này được (Franch.) Hemsl. mô tả khoa học đầu tiên năm 1894.